# Demetrias
Demetrias (лат.) — род жужелиц из подсемейства Lebiinae.

## Описание
Предпоследний сегмент задних лапок глубоко выемчатый, двулопастный.

## Систематика
В составе рода:
- Demetrias imperialis Germar, 1824
- Demetrias muchei Jedlicka, 1967
- Demetrias longicornis Chaudoir, 1846
- Demetrias amurensis Motschulsky, 1860
- Demetrias atricapillus Linne, 1758
- Demetrias longicollis Chaudoir, 1877
- Demetrias marginicollis Bates, 1883
- Demetrias monostigma Samouelle, 1819
- Demetrias nigricornis Chaudoir, 1877